# Ariosoma bauchotae
Ariosoma bauchotae är en fiskart som beskrevs av Sigmund Karrer 1982. Ariosoma bauchotae ingår i släktet Ariosoma och familjen havsålar. Inga underarter finns listade i Catalogue of Life.